# Шараф-хан Бидлиси
Шараф-хан V бин Шамсаддин Бидлиси (курд. Şerefxanê Bedlîsî; перс. شەرەفخانی بەدلیسی‎; тур. Şerefhan Bitlisi; 20 марта 1543 — 1601/02) — основоположник курдской историографии, курдский османский историк конца XVI и начала XVII веков. Родился в курдской семье, правившей Битлисским эмиратом. Вырос при дворе шаха Тахмаспа I с его детьми. Служил сефевидским шахам. Перешёл на службу к султану Мураду III и участвовал в его Закавказских кампаниях. Погиб в 1601/02 году в результате войны с бейлербеем Вана. Автор первого исторического сочинения, описывающего историю курдов, — Шараф-наме, которое является ценным источником сведений о событиях, которым Шараф-хан был свидетелем в Персии и Османской империи второй половины XVI века.

## Происхождение

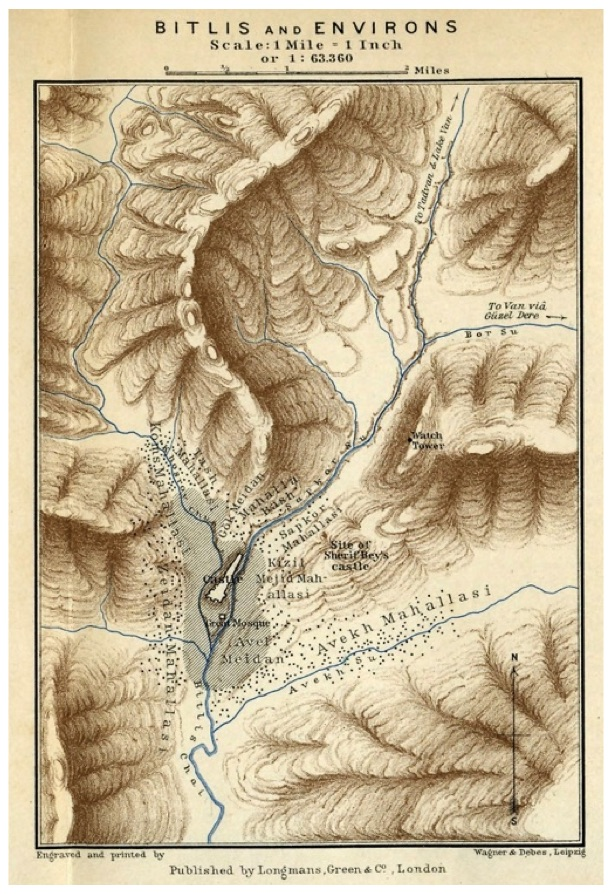
«Место, [где расположен] Бидлис, представляет собой ущелье между Азербайджаном и Диарбекиром, [Дийяр]-Рабиа и Арменией, так что если паломники из Туркестана и Индии направятся на поклонение двум славным святыням (Мекке и Медине), если путешественники из Джидды и Зангибара, купцы Северного Китая и Хотана, России, славянских стран и Болгарии, торговцы арабские и персидские и странники с большей части света отправятся в путь, они непременно пройдут через Бидлисский туннель. Этот туннель расположен [на расстоянии] одного фарсаха к югу от Бидлиса».

Шараф-хан происходил из старинной курдской семьи, правившей городом Битлис. Они считали, что их род происходит от Сасанидов. Шараф-хан утверждал, что к 1597 году Битлис принадлежал его предкам в течение 760 лет, основателем династии якобы был некий Зия-эд-Дин. Правители Битлиса были влиятельны в регионе. По сообщению Шарафаддина Язди, во всем Курдистане не было никого честнее и правдивее правителя Битлиса Хаджи Шарафа, это было оценено Тамерланом, который оставил править Шарафа в Битлисе, «надел на него царский златотканый халат, опоясал украшенным золотом поясом». Шараф-хан описывает этот эпизод аналогично, тоже указывая, что Тамерлан осыпал «Шарафа милостями и щедротами, не знающими границ, обласкал его, отличил и вознес среди равных, [даровав ему] почетный расшитый золотом халат и портупею с золотым мечом». По словам Шараф-хана, Тамерлан не просто оставил Хаджи Шарафу его область, но присоединил к ней ещё Пасин (территории к востоку от Эрзурума), Авник (крепость недалеко от Эрзурума) и Малазгирт. Искандер Мунши называет Шараф-хана первым среди вождей курдских племён. Потомки Шараф-хана тоже долгое время были богаты и влиятельны. Абдал-хан, внук Шараф-хана V, был женат на внучке султана Селима II (дочери Шах-султан). Богатства Абдал-хана удивляли современников. Через пятьдесят лет после смерти Шараф-хана через Битлис проезжал Тавернье. Он описывал богатство города, мощь крепости и настолько был введён ими в заблуждение, что считал город независимым от Османов и Сефевидов. «Бей Битлиса — могущественный», — сообщил он. Эвлия Челеби тоже поражался богатству правителя Битлиса. В XIX веке потомки Шараф-хана ещё жили в Битлисе, как писал Махмуд Баязиди, однако они уже не правили городом даже номинально и распоряжались скромной рентой, предложенной им за их владения султаном.
Географическое положение Битлиса обуславливало его значимость, как контролирующего пункта на торговых и военных путях. Замок Битлиса описал как неприступный португальский путешественник XVI века Местре Афонсо. В течение долгого периода дед и отец Шараф-хана, Шараф-хан IV и Шамседдин III соответственно, с переменным успехом пытались отстоять независимость Битлиса от османской экспансии. В 1533—1535 годах Сулейман I вторгся в Азербайджан, покорил Тебриз и Багдад. В это время он занял и Битлис. Шараф-хан уклончиво пишет о смерти деда, Шараф-хана IV. Он упоминает, что «в этом [год 940 (1538)] году был убит правитель Бидлиса Шараф-хан», «эмир Шараф в Татиге испил напиток мученической смерти» и «дочь Али-бека Сасуни Шахбики-хатун, что была его женою, воздвигла над его могилою купол (мавзолей)». По словам Шараф-хана, люди племени рузаки сами посадили Шамседдина на место правителя Битлиса, когда умер его отец. В Истории Печеви это описано по-другому: «должность бека Битлиса была передана Улама-беку и до выступления садразама из Стамбула он был направлен против Шереф-бека для подавления смуты. Приняв командование над находившимися здесь войсками паши, он сразился с Шереф-беком, чьи войска были полностью разгромлены, а ему самому отрубили голову. После этого управление Битлисом было передано сыну Шереф-бека Шамседдину и ему был послан соответствующий маншур падишаха». Во время персидской кампании 1536 года великий визирь Ибрагим-паша от имени Сулеймана даровал Шамседдину грамоту на правление Битлисом. Вскоре в армию прибыл и султан. В этом походе Шамсаддин «находился при султанском стремени». В следующем году Сулейман опять вёл кампанию в Персии. Шамседдину было предложено явиться, и Сулейман предложил ему стать подконтрольным Османской империи правителем Малатьи и Мараша, забрав у него Битлис. Шамсаддин согласился, но, когда он направлялся с семьёй в Малатью, он остановился, будучи проездом в Сасуне, у родственника, Сулайман-бека 'Азизани, который предупредил его об опасности. Шамседдин решил перейти к шаху Тахмаспу и переехал в Тебриз. Персидский шах осыпал Шемседдина милостями, дал титул хана, «ввёл в число великих эмиров». Ему были пожалованы в разное время область Сораба, округ Мераге, область Демавенда, и Даралмарз, Карахруд, Джахруд и Фарахан.
В 1554/55 году Шамсаддин оставил службу у шаха, но после мятежа сына Сулеймана I он снова был приглашён ко двору (в 1559/60 году) и был направлен правителем в Карахруд. Однако ему было уже 67 лет, и, по словам сына, «чрезмерное употребление спиртных напитков и опиума иссушило его ум». В 1566 году он вновь попал в опалу. Ему был назначен для проживания Исфахан. После смерти шаха Тахмаспа к власти пришел его сын Исмаил II (1576/77). Шамсаддин был вызван в Казвин, но вскоре умер.

## Биография

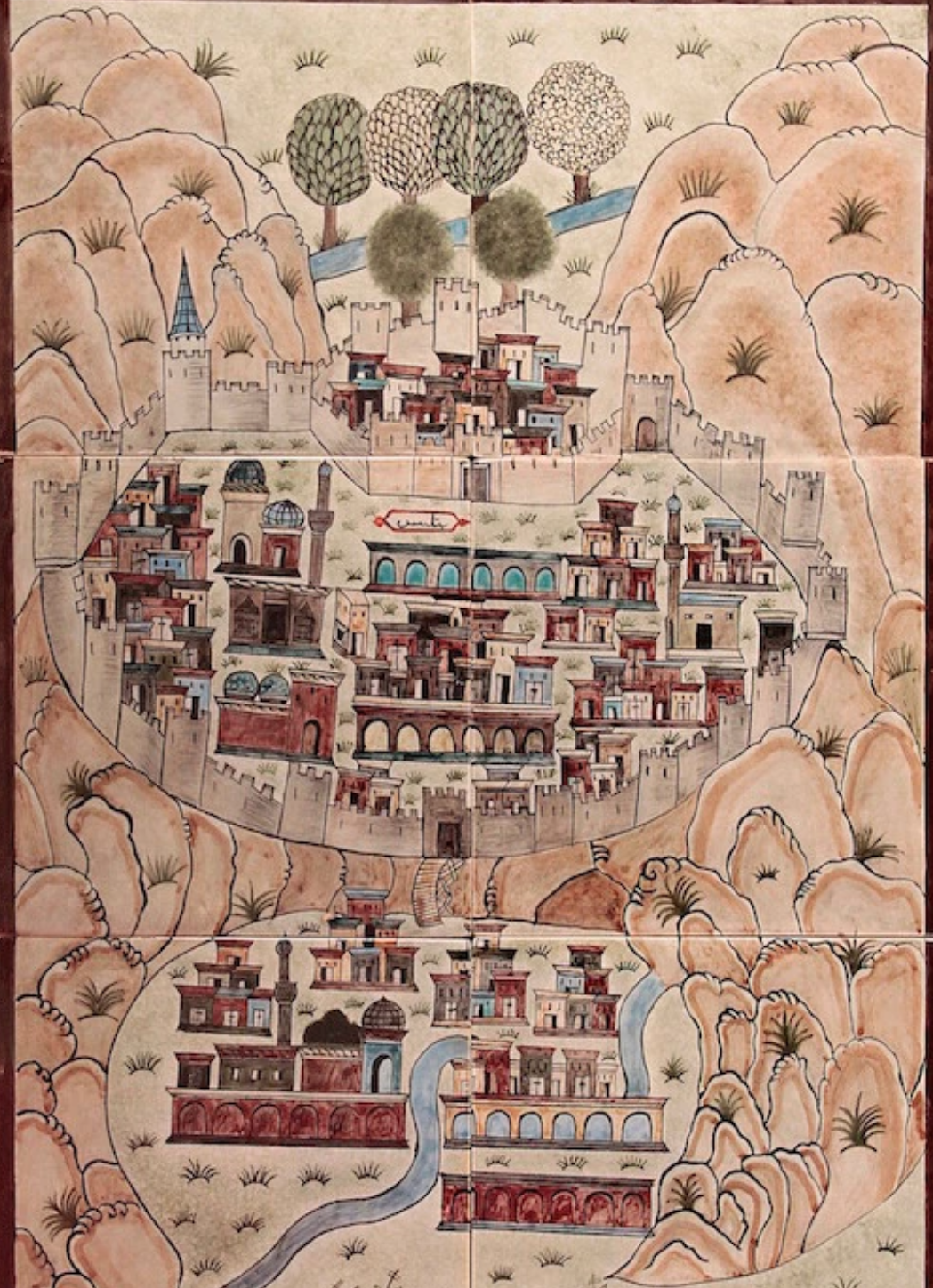
Битлис в середине XVII века на миниатюре Матракчи Насуха

### Ранние годы
Шейх Джунейд, прадед шаха Тахмаспа, был главой исповедовавшего шиизм тюркского племенного союза кызылбаши. По матери Шараф-хан принадлежал к верхушке кызылбашского общества, поскольку матерью Шараф-хана была дочь кызылбашского эмира Амир-хана Мусилу. Как писал Шараф-хан, «Амир-хан приходится сыном Гулаби-беку, сыну Амир-бека, известного [под именем] Тукмак Байандур». Амир-бек был эмиром у Узун Хасана и отличился в сражении с султаном Абу Сеидом в Карабахе и в сражении при Отлукбели. Амир-бек управлял Эрзинджаном и построил в городе мечеть и медресе.
Шараф-хан родился 20 зулькада 949 года (25 февраля 1543 года) в крепости Карахруд. C 9 до 12 лет он был взят во дворец получал образование вместе с сыновьями Тахмаспа и другими детьми из знатных кызылбашских семей. В двенадцать лет он был назначен эмиром и правителем двух округов в Ширване, которыми управлял его опекун Шейх Амир Белбаси, верно служивший семье Шараф-хана ещё в Битлиси. Когда опекун умер, округа передали другому, а Шараф-хану определили нового опекуна — дядю с материнской стороны Мухаммади-бека, который правил в Хамадане. Его дочь вскоре стала женой Шараф-хана. В 1566 году он был объявлен эмиром племени рузаки и последующие два года провёл в Казвине при шахском дворе.

### Карьера

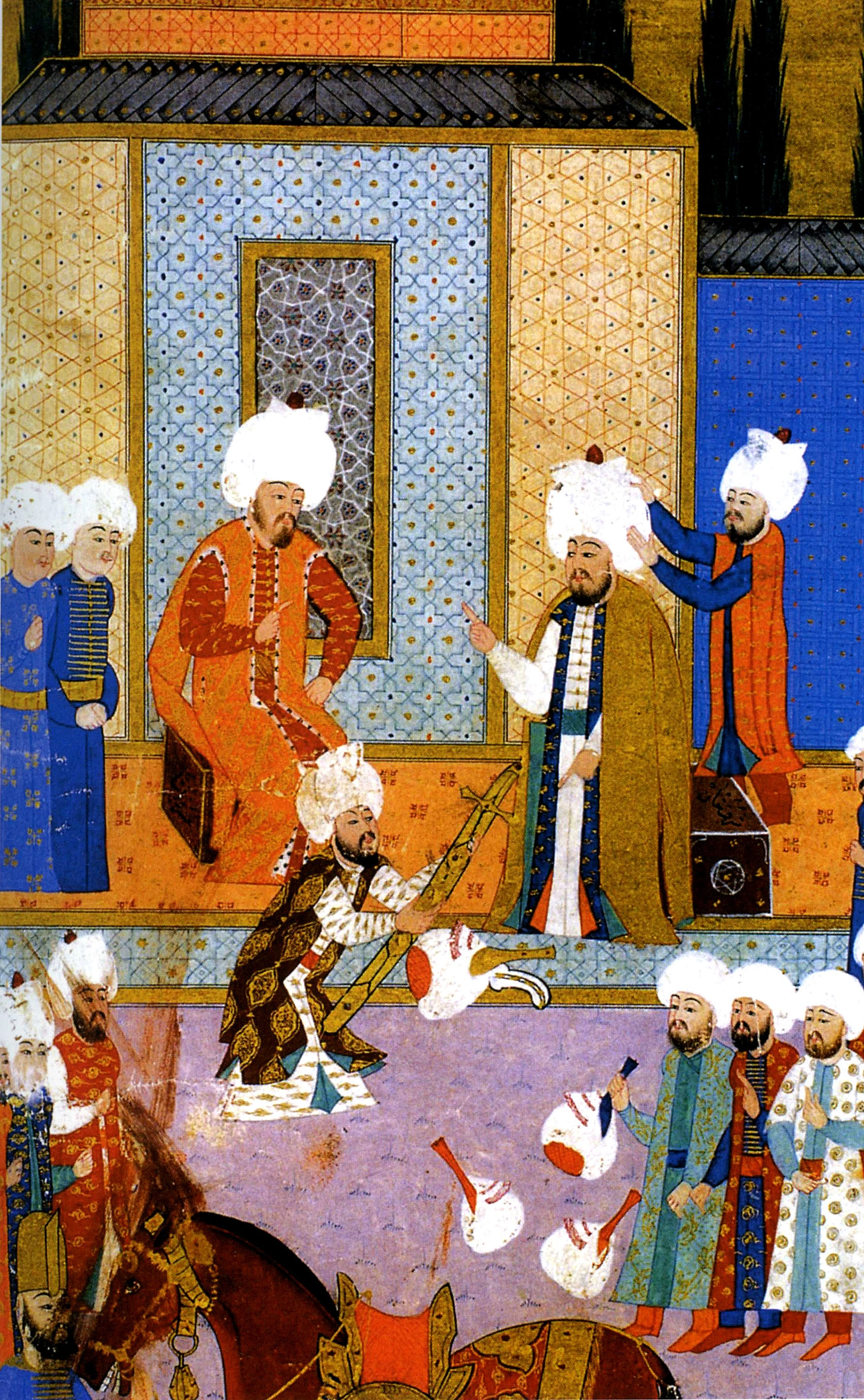
Шараф-хан переходит в суннизм в 1578 году перед султаном. Нусретнаме. 1582

В 1568 году участвовал в подавлении восстания Ахмад-хана в Гиляне. Ахмад-хан был разбит, но восстание возглавил родственник низложенной династии Султан Хашим. Шараф-хан разбил его, и восстание было подавлено. В Гиляне Шараф-хан оставался до 1575 года.
Недолгое правление Исмаила Шараф-хан провёл в землях, доход от которых был пожалован Тахмаспом, «куда входили Таракамат, Араш, Акдаш, Кабала, Баку и морское побережье», с кратким перерывом в 1576 году, когда сын и наследник Тахмаспа, шах Исмаил, назначил Шараф-хана эмиром эмиров курдских племён Ирана.
Кызылбашские вельможи стали наговаривать на Шараф-хана, и он опять был отослан в Азербайджан.
Шараф-хан принимал участие в османо-сефевидской войне за Закавказье сначала на стороне сефевидов как правитель Нахичевани. Согласно Орудж-беку Баят и Ибрагиму Печеви Шараф-хан участвовал в битве у Овечьей переправы на реке Кура возле реки Канык, после поражения в которой ушёл в Нахичевань.
В это время Шараф-хан получил из Стамбула сообщение, что султан Мурад III жалует ему Битлис. 3 шаввала 986 (3 декабря 1578) года Шараф-хан выехал из Нахичевани и с 400 сопровождающими встретился с Хюсревом-пашой, который проводил его в Битлис. На службе султану Мураду III (1574—1595) во главе отряда их 700 курдских воинов Шараф-хан с 1579 до 1588 года участвовал в османских экспедициях в Грузию, Ширван, на Ереван и в Азербайджан. Весной 1582 года Шараф-хан отправился в Стамбул и был удостоен аудиенции Мурада III. В 1583 году Мурад передал Шараф-хану эмират Битлис в наследственное владение и титул хана, которые он оставил потомкам. Тогда же в награду за участие в успешном походе в Грузию к владениям Шараф-хана был добавлен Муш. К 23 декабря 1592 года Шараф-хан владел Битлисом, Адильджевазом, Ваном и Мушем, имея очень высокий доходом, как подсчитано — 1415372 акче. В 1591 году Шараф-хан построил в Битлиси медресе Гекмейдан. Он был известен как честный, набожный человек, который интересовался поэзией и литературой и занимался благотворительностью.
«И ныне — в последний день месяца зу-л-хиджжа 1005 (3 августа 1597) года ... наследственное княжество принадлежит [сему] безумцу, хотя он и отстранился от этого важного дела, возложив те обязанности на самого мужественного и достойного из сыновей — Абу-л-Ма'али Шамсаддин-бека».
Ранее считалось, что в возрасте 53 лет (в 1597 году) Шараф-хан полностью посвятил себя написанию «Шараф-наме», отойдя от управления Битлисом и передав его сыну. Однако, судя по всему, после написания труда Шараф-хан вернулся к управлению эмиратом. 20 мая 1596 года Шараф-хану было приказано переехать в Хаззо и перенести туда столицу эмирата. Битлис имел ключевое значение, контролируя единственный проход через горы, и султан не хотел оставлять контроль над ним в руках Шараф-хана. Однако в «Шараф-наме» об этом не упоминается. значит, к тому времени труд был завершён. В османских документах нет записей о том, кто был эмиром Битлиса в период между 1593 и 1609 годами. Шараф-хан мог быть эмиром, но записей об этом не осталось, или он мог быть губернатором уже без звания эмира. По крайней мере, османские документы свидетельствуют, что в период с 1007 по 1010 год хиджры (примерно с 1598/99 по 1601/02 год) бейлербей Вана, Сари Ахмед-паша, произвёл несколько набегов на Битлис, разорив, разграбив город и окрестности. Причины конфликта правителя Битлиса с бейлербеем Вана неизвестны. Существует предположение, что правитель (эмир или губернатор) Битлиса, которым был Шараф-хан, поддержал тем или иным способом джелали.

### Смерть
Год и причины смерти Шараф-хана долгое время не были известны. Традиционно было принято считать, что это произошло не ранее 1603 года. Впервые эта дата без объяснений и ссылок появилась в 1912 году в биографическом справочнике.
Последние архивные исследования позволили датировать смерть Шараф-хана не ранее осени 1601 года и не позднее 12 февраля 1602 года. Сохранилось письмо Шараф-хана, датированное 1010 годом хиджры (1601/02 год), в котором он просит за одного из курдских беев, то есть, в это время он был жив. Но также есть данные, что в этом же году Шараф-хан погиб. В архивах было обнаружено письмо Калафа-бея, брата Шараф-хана, Мехмеду III. В нём, прося вернуть в Битлис племянника, он пишет: «Восьмилетний сын покойного Шараф-хана, Татар, был перевезён вместе с сокровищами Ахмеда-паши». Письмо датировано тем же 1010 годом хиджры, без уточнения дня. Упоминание и перевозка сына эмира наравне с имуществом были возможны лишь в случае, когда ребёнок был рабом, что подводит к мысли о том, что его отец, эмир, был казнён. Это подтверждается сохранившимися записями о взятии османскими войсками Битлиса в 1010 г. Х. (в 1601/02 году). 12 февраля 1602 года обязанности Шараф-хана были переданы бейлербею Вана. Очевидно, к этому числу Шараф-хан был уже мёртв.
В посланиях султана бейлербею Вана в сентябре 1602 года есть такие слова: «убитый Шараф-хан», «Шараф-хан, правитель Битлиса, который проиграл, был разбит…», «Калаф-хан, брат Шараф-хана, убитого в то время, когда он был правителем Битлиса». В последнем письме есть дополнительные подробности: после смерти (казни) Шараф-хана комнаты с богатствами Шараф-хана были опечатаны, однако затем злоумышленниками были приставлены к окнам лестницы, и все сокровища ими были похищены. Согласно документам замешаны в этом были бейлербей Вана Сари Ахмед-паша, его Мустафа-паша и его кетгуда.
Похорошен Шараф-хан был в Битлисе. В XIX веке Махмуд Баязиди, который перевёл «Шараф-наме» на курдский язык, видел его гробницу и могилу.

## Семья
У Шараф-хана был брат, Калаф-бей, служивший сначала у Тахмаспа юзбашигири (сотник), затем достигший при Мухаммаде Худабенде титула мирзы. «После убийства мирзы [принца Хамзы Мирзы] он выразил покорность высокому порогу покойного государя султана Мурад-хана и удостоился степени санджак[бея] Алашкерта и Мелазгерда». После смерти Шараф-хана Калаф вскоре был назначен губернатором Битлиса.
В «Шараф-наме» Шараф-хан называет только одного сына, но упоминает, что он не единственный. Согласно документам, известно о пяти (или шести) сыновьях Шараф-хана.
- Абу-л-Ма’али Шамсаддин-бей; Шараф-хан пишет, что именно этому сыну он оставил Битлис, однако в османских документах об этом записей нет, как нет и упоминания такого имени[47].
- Ахмед, санджакбей в Муше (записи от 25 февраля 1579; от 1588), позже санджакбей в Нахичевани (возможно, что Ахмед и Абу-л-Ма’али Шамсаддин-бей — одно лицо)[47].
- Дийя аль-дин, упоминается в реестре в 1593 как имевший зеамет, отец ходатайствовал для него о должности мутаферрика (привилегированная категория придворной гвардии султана, получавшая жалованье из казны; они получали образование и воспитание в специальной школе Эндеруна, в которую по индивидуальному отбору зачислялись сыновья высшей знати) и получил отказ. Последующие упоминания — в сефевидских документах в 1602/03 году (1011 год хиджры); в 1606/07 году (1015 году хиджры) он принёс оммаж шаху Аббасу[48]. Затем, видимо, был прощён султаном, вернулся в Битлис и в 1609 году был эмиром. Осталась запись, что он убил эмира Муша и его двух сыновей[37].
- Зияэддин, (возможно, что Зияэддин и Дийя аль-дин — одно лицо). Сохранилась запись, что Абдал ибн Зияэддин правил в Битлисе в 1631 году[49][50]. Также известно, что Абдал — внук Шараф-хана[6].
- Бахрам, для него Шараф-хан просил должность мутаферрика[48].
- Татар, в 1601/02 году ему было 8 лет[48].
- Сеиди, один раз упоминается в документах, когда отец ходатайствует о тимаре или зеамете для него в 1593 году[51].

## Шараф-наме
«Шараф-наме» делится на 5 частей. Содержание описывается им самим в начале произведения:
- Первая часть описывает пять курдских династий [53] .
- Вторая часть «О великих правителях Курдистана, которые хотя и не претендовали на султанский титул и не стремились к восшествию на престол, но иногда читали хутбу и чеканили монету со своим именем»[54].
- Третья часть об остальных правителях и эмирах Курдистана[54].
- Четвёртая часть содержит сведения по истории эмиров Битлиса[54].
- Пятая, заключительная часть — «История отмеченных великолепием султанов рода Усмана и государей Ирана и Турана, что были их современниками»[52][55].

Шараф-хан писал на персидском языке. В 1669 году появился первый перевод на османский язык. Он был выполнен Мухаммедом бен Ахмад бен Зияэддин бен Шараф-хан, правнуком Шараф-хана, служившим писцом у своего двоюродного брата, эмира Шараф-хана VI, иногда ошибочно принимаемого за внука автора. Вскоре, в 1684 году появился ещё один перевод на османский язык, выполненный писцом для Мустафы-бея, курдского правителя (губернатора) Диярбакыра. На курдский язык «Шараф-наме» была переведена в 1858—1859 годах Махмудом Байезиди. Рукопись этого перевода сохранилась в Российской государственной библиотеке благодаря Августу Жабе и была опубликована в 1986 году. Первое издание «Шараф-наме» в России на персидском языке было выполнено Зерновым в 1860 году, а в 1862 году им был закончен и опубликован первый перевод этого труда на русский язык. В 1873—1875 годах появился перевод на французский язык, который был издан в Санкт-Петербурге. На язык сорани перевод появился в 1972 году, он был выполнен курдским учёным Абдуррахманом Шарафканди (1920—1991), также известным как Мамоста Хайар.
Самые старые известные копии были сделаны через два года после написания Шараф-наме ещё при жизни автора.
Всего известно 18 копий в библиотеках Англии и Франции, 21 — в каталогах восточных библиотек. Среди них есть копия, ранее считавшаяся выполненной автором и содержащая двадцать миниатюр (MS. Or. Elliot. 331), она хранится в Бодлианской библиотеке.

## Память
Шараф-хана называют выдающимся историком. Его труд — Шараф-наме — единственный сохранившийся источник по ранней истории Курдистана. При её написании Шараф-хан использовал ныне утраченные источники, что позволило сохранить информацию. Также Шараф-наме является ценным источником по истории сопредельных стран. Историки высоко оценивают труд Шараф-хана:
Петрушевский И. П. полагал, что «для исследователя феодальных отношений в южной Армении отдел четвёртый, излагающий историю Бидлисского эмирата мог бы служить одним из основных источников, наравне с армянскими источниками».
Васильева Е. И. считала, что Шараф-наме принёс заслуженную славу автору, поскольку он имел оригинальную тематику, большую ценность как исторический источник и являлся одним из лучших памятников персидской литературы XVI века
Мулла Джамил-банди Ружбайани (перевод которого Шараф-наме на арабский язык был опубликован в 1953 году) называл Шараф-наме «настоящей курдской энциклопедией».
Вельяминов-Зернов В. В. писал, что «почти за 300 лет на Востоке не появилось ничего, что могло бы сравниться с Шараф-наме».
Мулла Махмуд Байазиди: «Курдистан обязан своей историей перу этого человека, преисполненного знаний и достоинства, самого выдающегося человека своего столетия».

### Шараф-наме
- Шараф-хан ибн Шамсаддин Бидлиси. Шараф-наме / перев., предисл., примеч. и прилож. Е. И. Васильевой. — М.: Наука, 1967. — Т. XXI,1. — (Памятники письменности Востока).; первые четыре раздела.
- Шараф-хан ибн Шамсаддин Бидлиси. Шараф-наме / Перев., предисл., примеч. и прилож. Е. И. Васильевой. — М.: Наука, 1976. — Т. XXI,2. — (Памятники письменности Востока).; пятый раздел.

Некоторые из частей текста на сайте Восточная литература:
- Предисловие. Дата обращения: 4 июля 2017.
- Раздел 1, часть 1. Дата обращения: 4 июля 2017.
- Раздел 4, часть 3. Дата обращения: 4 июля 2017.
- Раздел 4, часть 2. Дата обращения: 4 июля 2017.
- Раздел 5, часть 6. Дата обращения: 4 июля 2017.
- Раздел 5, часть 7. Дата обращения: 4 июля 2017.